# 門蘇爾·默伊扎
門蘇爾·默伊扎（Mensur Mujdža；1984年3月28日—）是一位波黑足球運動員，在場上的位置是右後衛。他現在效力於德國足球甲級聯賽球隊弗賴堡足球俱樂部。他也代表波黑國家足球隊參賽。